# 板橋美波
板橋美波（ITAHASHI Minami，2000年1月28日—），日本女子跳水運動員，兵庫縣出生，現就讀於甲子園大學。

## 簡歷
2014年9月，板橋美波代表日本參加在韓國仁川舉行的亞洲運動會跳水比賽。
2016年，16歲的板橋美波代表日本參加2016里約奧運女子單人10米跳水項目，最終排名第八。
2021年，板橋美波和搭檔荒井祭里參加2020東京奧運女子雙人10米跳水項目，排名第六。

## 主要比賽成績
只列出曾進入三甲的國際賽事成績：
| 年份   | 賽事               | 項目     | 拍檔 | 成績   | 成績 |
| ------ | ------------------ | -------- | ---- | ------ | ---- |
| 2015年 | 跳水大獎賽聖胡安站 | 3米彈板  | －   | 297.60 | 冠軍 |
| 2015年 | 跳水大獎賽聖胡安站 | 10米高台 | －   | 323.55 | 亞軍 |